# Серп и Молот (Новосибирская область)
Серп и Мо́лот — деревня в Венгеровском районе Новосибирской области России. Входит в состав Сибирцевского 1-го сельсовета.

## География
Площадь деревни — 22 гектара.

## Население
| 2002 | 2007 | 2010 |
| ---- | ---- | ---- |
| 95   | ↘81  | ↘76  |

## Инфраструктура
В деревне по данным на 2007 год в деревне отсутствует социальная инфраструктура.